# 王卡乡
王卡乡，是中华人民共和国西藏自治区昌都市察雅县下辖的一个乡镇级行政单位。

## 行政区划
王卡乡下辖以下地区：
则努村、帕罗村、帕贡村、益热村、则曲村、协堆村、夺巴村、王吉村、娘曲村、玛恩村、波热村和恩达村。